# A Caddo-tó
A Caddo-tó (eredeti cím: Caddo Lake) 2024-es amerikai filmthriller, amelyet Celine Held és Logan George írt és rendezett. A főbb szerepekben Dylan O’Brien és Eliza Scanlen látható. M. Night Shyamalan producerként működött közre a Blinding Edge Pictures nevű cége által.
A Maxon 2024. október 10-én jelent meg.

## Cselekmény
A kelet-texasi Karnack vidéki településen: Ellie-nek feszült a kapcsolata az édesanyjával, Celeste-vel. Az apja még csecsemőkorában eltűnt. Anyja idővel hozzáment egy Daniel Bennett nevű férfihoz, aki egy korábbi kapcsolatából hozta magával 8 éves lányát, Annát. Ellie és Anna nagyon közel állnak egymáshoz. Amikor Ellie egy anyjával való veszekedés után elszökik, Anna másnap reggel eltűnik. Feltételezik, hogy követni akarta őt, és közben eltévedt vagy megsérült.
Paris Lang szenved édesanyja néhány évvel ezelőtti halála miatt. Az asszony egy autóút során kapott rohamot, amikor Paris is a járműben ült. Áttört egy korlátot, és a mögötte lévő tóba zuhant. Amikor a fiatal férfi közelebbről is megvizsgálja a helyszínt, ahol az édesanyja meghalt, felfedez egy helyet a Caddo-tóban, ami miatt valaki különböző időkbe képes ugrani.
Ellie, aki féltestvérét keresi, Paris-tól értesül erről a helyről. Őt korábban már áthúzták ezen a portálon keresztül a 2003-as évből a 2022-es évbe. Paris megpróbál visszatérni a saját korába, de vízbe fullad. Miután Ellie egy internetkávézóban kutakodik, rájön, hogy Paris valójában az édesapja, aki az időben visszautazott, Anna pedig a nagymamája.

## Szereplők
| Szerep             | Színész          | Magyar hang      |
| ------------------ | ---------------- | ---------------- |
| Paris              | Dylan O’Brien    | Szatory Dávid    |
| Ellie              | Eliza Scanlen    | Pekár Adrienn    |
| Anna               | Caroline Falk    | Schmidt Karolina |
| Celeste            | Lauren Ambrose   | Ruttkay Laura    |
| Daniel             | Eric Lange       | Galbenisz Tomasz |
| Ben                | Sam Hennings     | Borbiczki Ferenc |
| Cee                | Diana Hopper     | Kardos Eszter    |
| Zed                | Zedrick Tinsley  | Varga Rókus      |
| Mark Taylor seriff | David Maldonado  | Holl Nándor      |
| Dr. Mitchell       | Lance E. Nichols | Kajtár Róbert    |

### Magyar változat
- Magyar szöveg: Vincze Miklós
- Hangmérnök: Bogdán Gergő
- Vágó: László László
- Gyártásvezető: Bogdán Anikó
- Szinkronrendező: Dobay Brigitta
- Produkciós vezető: Szegedi-Kiss Patrik

A szinkront az Iyuno Hungary készítette el.

## A film készítése
A filmthrillert Celine Held és Logan George filmes duó írta és rendezte. 2021 augusztusában Dylan O’Brien és Eliza Scanlen tárgyalásokat folytattak arról, hogy főszerepet játszanak az akkor még Vanishings címen futó filmben és egy szereplőválogatást is közzétettek, amelyből kiderült, hogy M. Night Shyamalan lesz a producer. 2021 októberére O'Brient és Scanlent már hivatalosan is bejelentették, a film új címét The Vanishings at Caddo Lake-re változtatták, valamint Lauren Ambrose, Eric Lange, Sam Hennings és Diana Hopper is csatlakozott a stábhoz, a forgatás október 4-én kezdődött Shreveportban. Held és George 1998 és 2004 közötti korszakra jellemző járműveket kerestek a helyiektől, hogy a történet közösségének autentikus érzetét keltsék. 2021. november 18-án fejeződött be a forgatás. 2023 májusára a cím A Caddo-tóra rövidült.